# Thr3e
Thr3e is een Pools-Amerikaanse thrillerfilm uit 2006 van regisseur Robbie Henson en gebaseerd op het gelijknamige boek van Ted Dekker uit 2003. De film werd slecht onthaald door de critici en draaide gedurende zeventien dagen in een beperkt aantal cinema's, waar het productiebudget niet kon worden terugverdiend.

## Verhaal
De broer van schrijfster Jennifer Peters wordt vermoord door de zogenaamde raadselmoordenaar die haar boek over seriemoordenaars niet in dank afnam. Ze werkt nu voor de politie als student theologie Kevin Parsons het nieuwe doelwit van de moordenaar wordt. Kevins vroegere beste vriendin Samantha komt hem opzoeken en met z'n drieën proberen ze Kevin te redden en de moordenaar te vatten.
Dat leidt hen naar het huis van Kevins tante, waar hij opgroeide, en zo komt een en ander uit zijn verleden naar boven. Kevin bekent dat hij ooit een pestkop opsloot in een verlaten pakhuis en nooit is gaan bevrijden. Daaruit besluiten ze dat die is kunnen ontsnappen en nu achter Kevin aanzit. Ook blijkt dat hij niet meteen een normale opvoeding heeft genoten. Zijn tante onderrichtte hem in haar vreemde wereldbeeld en hij mocht nooit het huis uit.
Ze komen ten slotte tot de conclusie dat Kevin een meervoudige persoonlijkheidsstoornis heeft. Opgesloten in zijn slaapkamer creëerde hij Samantha, als "de goede", en Slater, als "de slechte". Het verhaal over het pakhuis was een metafoor voor het verdringen van Slater, waarna Kevin een normaal leven begon te lijden. Die is terug naar boven gekomen en de raadselmoordenaar beginnen nadoen. Kevin verbant zowel Slater als Samantha en belandt in een instelling. De echte raadselmoordenaar wordt gevat daar die een hekel heeft aan copycats en daarom Kevin wilde ombrengen.

## Rolverdeling
- Marc Blucas als Kevin Parson, de protagonist.
- Justine Waddell als Jennifer Peters, de schrijfster en politieagente.
- Laura Jordan als Samantha Sheer, Kevins beste vriendin.
- Bill Moseley als Slater, de moordenaar.
- Priscilla Barnes als Balinda Parson, Kevins tante.
- Tom Bower als Eugene Parson, Kevins oom.
- Jeffrey Lee Hollis als Bobby Parson, Kevins neef.